# 埃利赞省
埃利赞省是阿尔及利亚西北部的一个省，首府埃利赞。該省面積4,840平方公里。成立於1984年。1998年，該省發生過屠殺事件。
埃利赞省分为5个县和38个市。